# Saison 17 des Simpson
Chronologie
Saison 16 Saison 18
Cet article présente le guide des épisodes de la 17e saison de la série télévisée d'animation Les Simpson, diffusée en France à partir du 10 septembre 2006 sur Canal+, et à partir du 21 janvier 2012 sur W9. En Belgique, elle était diffusée sur Club RTL en 2006. En Suisse, elle était diffusée sur RTS Deux.

## Épisodes
| № | #  | Titre                                                                                       | Réalisation       | Scénario                        | Première diffusion                  | Code de prod. | Audience (en millions) |
| --- | -- | ------------------------------------------------------------------------------------------- | ----------------- | ------------------------------- | ----------------------------------- | ------------- | ---------------------- |
| 357 | 1  | Ma femme s'appelle reviens (La Complainte des lamantins) The Bonfire of the Manatees        | Mark Kirkland     | Dan Greaney                     | 11 septembre 2005 10 septembre 2006 | GABF18        | 11,1                   |
| Homer, pour payer des dettes, a accepté le tournage d'un film pornographique dans sa maison, dans le dos de Marge. Lorsque celle-ci s'en aperçoit, furieuse, elle quitte la maison. Lorsqu'elle appelle chez eux, d'une cabine téléphonique, elle se fait attaquer par un lamantin. Un homme qui les aime vient la sauver et elle décide de rester avec lui. Homer l'apprend et vient la chercher mais celle-ci ne veut pas le suivre... Invité : Alec Baldwin |    |                                                                                             |                   |                                 |                                     |               |                        |
| 358 | 2  | Voyage au bout de la peur (Madame et son fantôme) The Girl Who Slept Too Little             | Raymond S. Persi  | John Frink                      | 18 septembre 2005 17 septembre 2006 | GABF16        | 9,8                    |
| Le musée du timbre ouvre ses portes à côté de la maison des Simpson, mais ceux-ci ne le veulent pas, donc le musée ferme et à la place un cimetière ouvre, donnant sur la chambre de Lisa. Depuis qu'il s'est installé, Lisa a des terreurs nocturnes et voit et entend des choses terrifiantes. Marge et Homer décident de faire appel à une psychologue mais cela ne change rien aux peurs de Lisa... |    |                                                                                             |                   |                                 |                                     |               |                        |
| 359 | 3  | Serial piégeurs (Milhouse se fait du cinéma) Milhouse of Sand and Fog                       | Steven Dean Moore | Patric M. Verrone               | 25 septembre 2005 24 septembre 2006 | GABF19        | 10,2                   |
| Maggie attrape la varicelle. Homer décide de vendre la maladie de sa fille aux parents désirant que leurs enfants attrapent la varicelle. Mais lui aussi l'attrape car il ne l'a pas eue étant enfant. Kirk revoit sa femme Luann et ils se remettent ensemble. Milhouse, très heureux au début, est déçu que ses parents ne s'occupent plus de lui. Avec l'aide de Bart, il va tout faire pour séparer ses parents à nouveau… |    |                                                                                             |                   |                                 |                                     |               |                        |
| 360 | 4  | Simpson Horror Show XVI (Spécial Halloween XVI) Treehouse of Horror XVI                     | David Silverman   | Marc Wilmore                    | 6 novembre 2005 29 octobre 2006     | GABF17        | 11,6                   |
| - Introduction : Kang et Kodos regardent un match de baseball. Kodos rappelle qu'ils doivent envoyer l'épisode spécial Halloween alors Kang envoie un rayon accélérateur qui finit par aspirer toute la Terre ainsi que l'Univers avec leur vaisseau spatial et Kang montre un post-it où il est écrit le titre de cet épisode. - Intelligence Bartificielle : Après être tombé du 5e étage de l'appartement de Patty et Selma, Bart Simpson se retrouve dans un profond coma. Le docteur Hibbert propose alors aux Simpson un robot qui peut remplacer leur fils, un fils parfait. Bart en se réveillant du coma découvre son nouveau frère, David, dont il devient vite jaloux... - La Persistance du plus gros : Homer est invité chez M. Burns pour un tournoi de chasse. Mais il se rend rapidement compte qu'il n'est en réalité pas le chasseur mais le gibier dans une partie de chasse humaine. Il doit survivre aux trousses de M. Burns pendant une journée s'il veut garder la vie sauve... - Ma sorcière mal-aimée : c'est Halloween et tout le monde se rend à la mairie déguisé. Ils s'y rendent car il pourrait y avoir une sorcière dans la ville. Invités : Terry Bradshaw et Dennis Rodman |    |                                                                                             |                   |                                 |                                     |               |                        |
| 361 | 5  | Le Fils à maman (Prendre une tasse de thé, mon minou) Marge's Son Poisoning                 | Mike B. Anderson  | Daniel Chun                     | 13 novembre 2005 1er octobre 2006   | GABF20        | 11,4                   |
| Lors d'une promenade dans une fête foraine qui va bientôt être démolie, Homer fait l'achat d'un haltère et Marge d'un vélo tandem. Bart, qui éprouve de la pitié en voyant que sa mère n'a personne avec qui faire du tandem, lui propose de l'accompagner. |    |                                                                                             |                   |                                 |                                     |               |                        |
| 362 | 6  | Homer maire ! (Si la tendance à pas de maintien) See Homer Run                              | Nancy Kruse       | Stephanie Gillis                | 20 novembre 2005 8 octobre 2006     | GABF21        | 10,3                   |
| Alors que Lisa a mis tout son cœur dans la création d'un cadeau à l'occasion de la fête des pères, Homer reste indifférent face à cette preuve d'amour de sa fille, ce qui a pour conséquence de blesser terriblement Lisa. Quand il se rend compte de sa négligence, Homer va tenter de reconquérir le cœur de Lisa en occupant le rôle de responsable de la sécurité à l'école élémentaire dans un costume de salamandre géante. |    |                                                                                             |                   |                                 |                                     |               |                        |
| 363 | 7  | Un casse sans casse (La dernière des tites mères rouges) The Last of the Red Hat Mamas      | Matthew Nastuk    | Joel H. Cohen                   | 27 novembre 2005 14 octobre 2006    | GABF22        | 11,5                   |
| C'est le jour de la chasse aux œufs de Pâques à Springfield et Les Simpson y participent. Mais la journée se passe mal car Homer se bat avec le lapin de Pâques et humilie Marge devant ses amies. Homer, pour se faire pardonner, décide de trouver une amie à Marge. Invité : Lily Tomlin |    |                                                                                             |                   |                                 |                                     |               |                        |
| 364 | 8  | Vendetta (Arrivederci Bob) The Italian Bob                                                  | Mark Kirkland     | John Frink                      | 11 décembre 2005 21 octobre 2006    | HABF02        | 10,4                   |
| Après avoir regardé un documentaire, la classe de Bart regarde par la fenêtre en se moquant de Mr Burns dont la voiture est en panne. Mr Burns demande alors à Homer d'aller chercher une voiture (Lamborgotti Fasterossa) en Italie et l'expédier de Rome. Mais les Simpson ont eu un accident de voiture donc ont dû marcher jusqu'au village de Salcissia dont le maire qui le gouverne n'est autre que Tahiti Bob, étant marié et père de famille. Mais lors d'une fête, les habitants découvrent le passé de Tahiti Bob... |    |                                                                                             |                   |                                 |                                     |               |                        |
| 365 | 9  | Histoires de Noël (Il est jaune le divin enfant) Simpsons Christmas Stories                 | Steven Dean Moore | Don Payne                       | 18 décembre 2005 24 décembre 2006   | HABF01        | 9,8                    |
| Quand le révérend Lovejoy annonce qu'il ne pourra pas faire le sermon de noël, Homer le remplace et raconte une histoire sur le premier noël. Bart et Lisa demanda à Grand-Père Simpson pourquoi il veut tuer le père noël, et il se met à leurs raconter l'histoire. Homer et Marge vont voir le spectacle du casse-noisette fait par les enfants de l'école. Quand ils vont faire leurs achats de noël, ils remarquent que la musique du casse-noisette est partout... |    |                                                                                             |                   |                                 |                                     |               |                        |
| 366 | 10 | Les deux font le père (Voyage au fond du père) Homer's Paternity Coot                       | Mike B. Anderson  | Joel H. Cohen                   | 8 janvier 2006 5 novembre 2006      | HABF03        | 10,1                   |
| La famille reçoit une lettre de la mère d'Homer, Mona. Elle écrit qu'il se pourrait qu'Abraham ne soit pas le père biologique d'Homer... |    |                                                                                             |                   |                                 |                                     |               |                        |
| 367 | 11 | L'Indomptable (Onze, jaune, le père et le manque) We're on the Road to D'owhere             | Nancy Kruse       | Kevin Curran                    | 29 janvier 2006 11 novembre 2006    | HABF04        | 9,0                    |
| Pour s'amuser, Bart et Milhouse s'introduisent dans la chaufferie de l'école. Mais en activant la chaudière, ils font exploser tous les radiateurs de l'école. |    |                                                                                             |                   |                                 |                                     |               |                        |
| 368 | 12 | Willie le gentleman (La mélodie du concierge) My Fair Laddy                                 | Bob Anderson      | Michael Price                   | 26 février 2006 19 novembre 2006    | HABF05        | 9,5                    |
| Un nouveau professeur de gymnastique arrive à l'école. Très vite, il est craint par les élèves car il ne fait que les bombarder de balles. Un jour, Bart décide de se venger en lançant sur le professeur une balle remplie d'eau congelée. Mais Bart manque sa cible et détruit la cabane de Willie ; il se voit obligé d'aider Willie à reconstruire sa cabane. Marge, très peinée pour Willie, décide de l'inviter à passer quelques jours chez elle le temps que sa cabane soit reconstruite. Pour qu'il s'intègre mieux à la société, Lisa décide d'en faire un gentleman. |    |                                                                                             |                   |                                 |                                     |               |                        |
| 369 | 13 | L'Histoire apparemment sans fin (La déprime en cinq temps) The Seemingly Neverending Story  | Raymond S. Persi  | Ian Maxtone-Graham              | 12 mars 2006 3 décembre 2006        | HABF06        | 9,7                    |
| Les Simpson, piégés dans une grotte, racontent une histoire compliquée d'amour et d'argent. |    |                                                                                             |                   |                                 |                                     |               |                        |
| 370 | 14 | Bart a deux mamans (Voyage au fond des mères) Bart Has Two Mommies                          | Mike Marcantel    | Dana Gould                      | 19 mars 2006 26 novembre 2006       | HABF07        | 8,7                    |
| |    |                                                                                             |                   |                                 |                                     |               |                        |
| 371 | 15 | Échange d'épouses (J'aime ta femme) Homer Simpson, This Is Your Wife                        | Matthew Nastuk    | Ricky Gervais                   | 26 mars 2006 22 décembre 2006       | HABF08        | 10,1                   |
| |    |                                                                                             |                   |                                 |                                     |               |                        |
| 372 | 16 | Million Dollar Papy (La complainte d'Abraham) Million Dollar Abie                           | Steven Dean Moore | Tim Long                        | 2 avril 2006 16 décembre 2006       | HABF09        | 7,8                    |
| |    |                                                                                             |                   |                                 |                                     |               |                        |
| 373 | 17 | Notre Homer qui êtes un dieu (Le temps d'une Inde) Kiss Kiss, Bang Bangalore                | Mark Kirkland     | Deb Lacusta et Dan Castellaneta | 9 avril 2006 31 décembre 2006       | HABF10        | 8,2                    |
| Monsieur Burns décide de délocaliser sa centrale nucléaire en Inde mais il est obligé de garder au moins un employé et choisit Homer. Arrivés en Inde, monsieur Burns décide de confier la direction de la centrale à Homer, ce qui lui fait croire qu'il est un dieu hindou. Inquiets, les Simpson et monsieur Burns retournent à la centrale. Là-bas, les employés expliquent qu'Homer est un dieu pour eux car il leur a expliqué les avantages des employés américains comme la couverture maladie ou l'augmentation du salaire. Monsieur Burns décide alors de ne plus délocaliser la centrale et les Simpson repartent vivre aux États-Unis... Invité : Richard Dean Anderson |    |                                                                                             |                   |                                 |                                     |               |                        |
| 374 | 18 | Histoires d'eau The Wettest Stories Ever Told                                               | Mike B. Anderson  | Jeff Westbrook                  | 23 avril 2006 26 décembre 2006      | HABF11        | 7,0                    |
| Les Simpson sont partis un soir dîner dans un restaurant de fruits de mer. Pendant qu'ils attendent d'être servis, ils se racontent trois histoires de voyage en mer. Lisa raconte l'histoire du Mayflower qui transportait des protestants d'Angleterre vers les États-Unis. Bart raconte ensuite l'histoire du navire Le Bounty et de sa mutinerie. Et pour finir, Homer raconte l'histoire des survivants du navire Neptune qui s'est fait percuter par une lame de fond le soir du Jour de l'an... |    |                                                                                             |                   |                                 |                                     |               |                        |
| 375 | 19 | Échec et math pour les filles (Comme un garçon) Girls Just Want to Have Sums                | Nancy Kruse       | Matt Selman                     | 30 avril 2006 25 décembre 2006      | HABF12        | 8,7                    |
| La famille assiste à la comédie musicale d'Itchy et Scratchy. À la fin de la représentation, le principal Skinner monte sur scène et félicite le créateur de l'œuvre, qui est une femme. Mais il va aussi faire, sans vraiment le vouloir, un commentaire sexiste selon lequel les filles sont moins bonnes en maths que les garçons. Skinner est alors renvoyé de son poste et une femme le remplace. Elle décide de séparer l'école élémentaire en 2 : pour les filles et pour les garçons. Lisa, trouvant que les cours des filles sont trop faciles, décide de se déguiser en garçon pour assister à leurs cours... |    |                                                                                             |                   |                                 |                                     |               |                        |
| 376 | 20 | À propos de Marge (La mémoire dans la Marge) Regarding Margie                               | Michael Polcino   | Marc Wilmore                    | 7 mai 2006 27 décembre 2006         | HABF13        | 8,5                    |
| |    |                                                                                             |                   |                                 |                                     |               |                        |
| 377 | 21 | Le Vrai Descendant du singe (Genèse d'aujourd'hui) The Monkey Suit                          | Raymond S. Persi  | J. Stewart Burns                | 14 mai 2006 29 décembre 2006        | HABF14        | 8,3                    |
| Bart se rend compte qu'il n'a rien fait pendant l'été. Lors de sa dernière journée avant l'école, il dresse une liste de choses à faire : gagner un match de baseball, voir un blockbuster, jouer dans une comédie musicale et avoir une romance. Après cela, Les Simpson se rendent au musée d'Histoire Naturelle qui accueille une exposition sur les armes. Les Flanders, n'ayant pas pu entrer, vont au musée des hommes qui expose la théorie de l'évolution de Charles Darwin. Interloqué, Ned demande au conservateur pourquoi le musée ne parle pas de la Bible. Celui-ci lui montre une petite maquette animée présentant de façon péjorative le mythe de la création. Choqué, Ned, aidé du révérend Lovejoy, fait pression sur le principal Skinner pour obtenir l'enseignement du créationnisme dans les écoles, aux côtés de l'évolution. |    |                                                                                             |                   |                                 |                                     |               |                        |
| 378 | 22 | Les Experts ami-ami (Marge et Homer: L'Amour à coup sûr) Marge and Homer Turn a Couple Play | Bob Anderson      | Joel H. Cohen                   | 21 mai 2006 29 décembre 2006        | HABF16        | 8,2                    |
| Alors que les Simpson assistent à un match de baseball, dans les gradins, Homer et Marge s'échangent un baiser passionné et celui-ci est diffusé sur les écrans géants du stade et vu par tout le monde. Buck Mitchell, l'un des joueurs de l'équipe de baseball voit en eux un couple parfait qui s'aiment d'un amour fou. Celui-ci leur demande de l'aide pour avoir des conseils qui pourront sauver son mariage. Son épouse est Tabitha Vixx, un pop-star qui lui fait honte lorsqu'elle chante à moitié nue lors de ses concerts. Grâce aux conseils, le couple commence à se porter mieux mais il y aura un problème... |    |                                                                                             |                   |                                 |                                     |               |                        |